# Бэйцзин Дакс
«Бэйцзи́н Дакс» (кит. 北京首钢霹雳鸭俱乐部篮球队, англ. Beijing Ducks) — китайский баскетбольный клуб, выступающий в Северном дивизионе Китайской баскетбольной ассоциации (КБА). Представляет город Пекин, выступает на Шоуган Арена. Иногда команда называется по названию домашней арены «Бэйцзин Шоуган» (кит. 北京首钢).

## История

### Формирование профессиональной команды
Профессиональная команда была основана в 1995 году сразу же вошла в состав национальной баскетбольной лиги Китая — Китайской баскетбольной ассоциации. В её основе были хорошо знакомые пекинским болельщикам со стажем баскетболисты, например, центровой Дань Тао, а также молодой центровой — Менге Батыр. Именно они составили сдвоенный центр команды «Дакс» и получили среди фанатов прозвище «Две башни». Также важной частью команды был разыгрывающий защитник Минь Лулэй (в настоящее время — тренер команды «Дакс»). С таким набором игроков клуб долгое время боролся за титул чемпиона, однако оказывался от него в нескольких шагах, в период 1990-х годов высшим достижением команды становится третье место.

### Эпоха Менге Батыра
Дань Тао и Минь Лулэй долгое время были основными игроками, однако были возрастными игроками и постепенно теряли форму. В 1997 году Минь Лулэй завершил карьеру и начал заниматься тренерской работой. В 1999 году карьеру завершил и Дань Тао. Основная нагрузка пришлась на центрового Менге Батыра, а эпоха «двух башен» в «Дакс» закончилась. В команду постепенно приходили новые игроки, в том числе и из молодёжной команды: Чжан Юньсун, Цзяо Цзянь. С их приходом игра стала более разнообразной, а «Бэйцзин Дакс» вновь начали претендовать на высокие места — в сезонах 2000—2003 годов команда регулярно занимала 3-4 места. Начало 2000-х годов ознаменовалось ростом популярности баскетбола в Китае — это было связано, в том числе, и с отъездом в НБА восходящей звезды китайского баскетбола Яо Мина. Кроме того, попробовал свои силы в НБА и другой китайский баскетболист Менге Батыр. В составе «Дакс» он был незаменимым игроком — кроме традиционной роли центрового и игры под кольцом также мог забить и с трехочковой линии, активно взаимодействовал с игроками других амплуа. В 2002 году Менге Батыр официально подтвердил переход в «Денвер Наггетс». Игра команды разладилась, в сезоне 2003/04 она не попала в плей-офф, а в следующем хотя и попали в плей-офф, выступили там неудачно, заняв только шестое место. В этот период в команду возвращается не нашедший себя в НБА Менге Батыр. Команду пополнил ряд молодых игроков: Цзе Либинь, Чэнь Лэй и Мэнь Вэй, но она по-прежнему нуждалась в «большом» центровом. После оформления формальностей Менге Батыр вновь присоединился к «Дакс». Команда выступила неплохо в сезоне, вышла в плей-офф, однако проиграла в полуфинальной серии и в итоге заняла лишь третье место, повторив лучший результат в КБА за все время выступлений. В сезоне 2005/06 годов игрок «Дакс» Цзе Либинь был назван лучшим новичком лиги.

### После Менге Батыра
Однако оказалось, что Менге Батыр вернулся в команду не навсегда. После одного сезона в «Дакс» он принял предложение Цзян Синцюаня перейти в «Синьцзян Флайн Тайгерс». Команда вновь сделала ставку на Чжан Юньсуна и Цзяо Цзяня, также приглашались легионеры из-за рубежа. При наличии достаточно сильных новичков Чэнь Лэя, Мэнь Вэя и Цзе Либиня, которые обладали хорошим дальним броском, существенной проблемой оказалось отсутствие высокорослых игроков и возможности выигрывать борьбу под кольцом. Это отражалось на результатах команды — пять сезонов подряд «Дакс» не попадали в плей-офф. Перед началом сезона 2008/09 завершил карьеру один из основных игроков — Цзяо Цзянь. «Дакс» решили усилиться игроком «Баи Рокетс» Ли Кэ и «Цзилинь Нортист Тайгерс» Ду Цзяном. Из «Юньнань Хунхэ» пришел Донтэ Джонс, а из «Индианы Пэйсерс» Дэвид Харрисон, в это же время к основному составу начали привлекать молодежь из резервной команды (например, Ван Сяохуэя). Казалось, что данные игроки смогут привести команду к успехам в чемпионате и вывести в плей-офф, однако этого не произошло. Сезон 2009/10 годов оказался наиболее неудачным и команда заняла 15-е место в лиге.

### Команда в 2010-е
В сезоне 2010/11 годов «Дакс» поставили перед собой задачу добраться до серии плей-офф. В этой связи на тренерский мостик вернулся бывший игрок команды, а в настоящее время тренер — Минь Лулэй. В кадровом отношении клуб пополнился сразу несколькими бывшими игроками НБА. Из «Атланты Хокс» пришел центровой Рэндольф Моррис, иорданский игрок Саид Аббас, а также известный разыгрывающий Стив Фрэнсис. Кроме всего прочего при поддержке опытных игроков удалось укрепить командный дух. Поддержали команду и болельщики — были раскуплены все абонементы на сезон. Кроме игроков с «запада» был приобретен и тайваньский баскетболист Ли Сюэлинь. Сезон для «Дакс» начался впечатляюще — команда одержала шесть побед подряд, в том числе над действующим чемпионом «Гуандун Саузерн Тайгерс». Однако вскоре после этого из клуба решил уйти Фрэнсис. Команду покинул ещё ряд игроков и концовка сезона была провалена. В первом круге серии плей-офф «Дакс» встречались с «Синьцзян Флайн Тайгерс» и уступили в трёх матчах (0-3).
Перед началом сезона 2011/12 годов «Дакс» подписали выступавшего ранее в КБА американского разыгрывающего Стефона Марбери, а также усилились двумя одарёнными китайскими игроками — Ди Сяочуанем и Чжу Яньси. Сезон команда начала с 13 побед, однако из-за травмы и последующей болезни Ли Сюэлиня, а также на фоне усталости основы проиграла восемь встреч.. Итогом сезона стало второе место в Северном дивизионе, первое же заняла команда «Гуандун». Команда попала в плей-офф 2012 года во многом благодаря удачной игре Стефона Марбери. В серии плей-офф до четырёх побед «Дакс» победили 4-1 команду «Гуандун Саузерн Тайгерс». Таким образом «Бэйцзин Дакс» стали первой командой КБА, которая завоевала титул чемпиона до этого ни разу не попав в плей-офф.
Кроме того, «Бэйцзин Дакс» стала четвёртой командой ассоциации, которая выиграла титул чемпиона.

## Текущий состав
| \| Поз. \| № \| Гражд. \| Имя \| Дата рождения (возраст) \| Рост \| Вес \| Звание \| \| ---- \| -- \| ------ \| --------------- \| ------------------------- \| ------ \| ------ \| ------ \| \| РЗ \| 1 \| \| Чэнь Ин-Цзюнь \| 9 июня 1993 (32 года) \| 183 см \| 86 кг \| \| \| АЗ \| 5 \| \| Юджин Джерман \| 2 декабря 1997 (27 лет) \| 183 см \| 84 кг \| \| \| АЗ \| 6 \| \| Цзян Вэнь \| 22 января 1996 (29 лет) \| 190 см \| 87 кг \| \| \| ЛФ \| 7 \| \| Цзэн Фанбо \| 11 января 2003 (22 года) \| 206 см \| 93 кг \| \| \| РЗ \| 8 \| \| Фан Шуо \| 7 сентября 1990 (34 года) \| 190 см \| 87 кг \| \| \| ЛФ \| 9 \| \| Рэймонд \| 4 августа 1995 (29 лет) \| 196 см \| 96 кг \| \| \| РЗ \| 10 \| \| Чжи Чжуан \| 20 сентября 2003 (21 год) \| 185 см \| 75 кг \| \| \| РЗ \| 11 \| \| Сунь Яхуэй \| 7 января 2004 (21 год) \| 180 см \| 78 кг \| \| \| ТФ \| 12 \| \| Фан Йиминг \| 20 октября 2001 (23 года) \| 203 см \| 90 кг \| \| \| \| 13 \| \| Чжу Яньси \| 25 мая 1990 (35 лет) \| 208 см \| 110 кг \| \| \| ЛФ \| 16 \| \| Чжан Цайрен \| 1 января 1995 (30 лет) \| 196 см \| 98 кг \| \| \| Ц \| 17 \| \| Фань Цзымин \| 29 апреля 1998 (27 лет) \| 211 см \| 116 кг \| \| \| Ц \| 19 \| \| Таруике Джианию \| 17 марта 1998 (27 лет) \| 207 см \| 103 кг \| \| \| ЛФ \| 20 \| \| Чжай Сяочуань \| 24 марта 1993 (32 года) \| 205 см \| 105 кг \| \| \| ЛФ \| 23 \| \| Вэнь Сун \| 7 февраля 2001 (24 года) \| 205 см \| 110 кг \| \| \| АЗ \| 24 \| \| Закари Натолл \| 16 декабря 1999 (25 лет) \| 190 см \| 84 кг \| \| \| РЗ \| 25 \| \| Тянь Юйсян \| 17 августа 1992 (32 года) \| 183 см \| 85 кг \| \| \| Ц \| 27 \| \| Чжоу Ци \| 16 января 1996 (29 лет) \| 216 см \| 113 кг \| \| \| Ф \| 28 \| \| Чжан Пэнхуэй \| 17 марта 2005 (20 лет) \| 201 см \| 90 кг \| \| \| ТФ \| 33 \| \| Цзи Шоуцзя \| 13 марта 2003 (22 года) \| 201 см \| 100 кг \| \| \| АЗ \| 81 \| \| Цзинь Ипенг \| 24 ноября 2003 (21 год) \| 195 см \| 101 кг \| \| | Главный тренер - Минь Лулэй Ассистенты тренера - Цзинь Дунчжан Легенда - (К) — Капитан команды Последнее изменение: 12 июля 2025 года |                                    |                 |                           |        |        |        |
| Поз. | № | Гражд.                             | Имя             | Дата рождения (возраст)   | Рост   | Вес    | Звание |
| РЗ | 1 | Флаг Китайской Народной Республики | Чэнь Ин-Цзюнь   | 9 июня 1993 (32 года)     | 183 см | 86 кг  |        |
| АЗ | 5 | Флаг США                           | Юджин Джерман   | 2 декабря 1997 (27 лет)   | 183 см | 84 кг  |        |
| АЗ | 6 | Флаг Китайской Народной Республики | Цзян Вэнь       | 22 января 1996 (29 лет)   | 190 см | 87 кг  |        |
| ЛФ | 7 | Флаг Китайской Народной Республики | Цзэн Фанбо      | 11 января 2003 (22 года)  | 206 см | 93 кг  |        |
| РЗ | 8 | Флаг Китайской Народной Республики | Фан Шуо         | 7 сентября 1990 (34 года) | 190 см | 87 кг  |        |
| ЛФ | 9 | Флаг Китайской Народной Республики | Рэймонд         | 4 августа 1995 (29 лет)   | 196 см | 96 кг  |        |
| РЗ | 10 | Флаг Китайской Народной Республики | Чжи Чжуан       | 20 сентября 2003 (21 год) | 185 см | 75 кг  |        |
| РЗ | 11 | Флаг Китайской Народной Республики | Сунь Яхуэй      | 7 января 2004 (21 год)    | 180 см | 78 кг  |        |
| ТФ | 12 | Флаг Китайской Народной Республики | Фан Йиминг      | 20 октября 2001 (23 года) | 203 см | 90 кг  |        |
| | 13 | Флаг Китайской Народной Республики | Чжу Яньси       | 25 мая 1990 (35 лет)      | 208 см | 110 кг |        |
| ЛФ | 16 | Флаг Китайской Народной Республики | Чжан Цайрен     | 1 января 1995 (30 лет)    | 196 см | 98 кг  |        |
| Ц | 17 | Флаг Китайской Народной Республики | Фань Цзымин     | 29 апреля 1998 (27 лет)   | 211 см | 116 кг |        |
| Ц | 19 | Флаг Китайской Народной Республики | Таруике Джианию | 17 марта 1998 (27 лет)    | 207 см | 103 кг |        |
| ЛФ | 20 | Флаг Китайской Народной Республики | Чжай Сяочуань   | 24 марта 1993 (32 года)   | 205 см | 105 кг |        |
| ЛФ | 23 | Флаг Китайской Народной Республики | Вэнь Сун        | 7 февраля 2001 (24 года)  | 205 см | 110 кг |        |
| АЗ | 24 | Флаг США                           | Закари Натолл   | 16 декабря 1999 (25 лет)  | 190 см | 84 кг  |        |
| РЗ | 25 | Флаг Китайской Народной Республики | Тянь Юйсян      | 17 августа 1992 (32 года) | 183 см | 85 кг  |        |
| Ц | 27 | Флаг Китайской Народной Республики | Чжоу Ци         | 16 января 1996 (29 лет)   | 216 см | 113 кг |        |
| Ф | 28 | Флаг Китайской Народной Республики | Чжан Пэнхуэй    | 17 марта 2005 (20 лет)    | 201 см | 90 кг  |        |
| ТФ | 33 | Флаг Китайской Народной Республики | Цзи Шоуцзя      | 13 марта 2003 (22 года)   | 201 см | 100 кг |        |
| АЗ | 81 | Флаг Китайской Народной Республики | Цзинь Ипенг     | 24 ноября 2003 (21 год)   | 195 см | 101 кг |        |

## Выступления в чемпионате
| Сезон   | Команда      | Страна | Дивизион | Место |
| ------- | ------------ | ------ | -------- | ----- |
| 1995/96 | Бэйцзин Дакс | Китай  | 1        | 3     |
| 1996/97 | Бэйцзин Дакс | Китай  | 1        | 9     |
| 1997/98 | Бэйцзин Дакс | Китай  | 1        | 4     |
| 1998/99 | Бэйцзин Дакс | Китай  | 1        | 7     |
| 1999/00 | Бэйцзин Дакс | Китай  | 1        | 5     |
| 2000/01 | Бэйцзин Дакс | Китай  | 1        | 3     |
| 2001/02 | Бэйцзин Дакс | Китай  | 1        | 4     |
| 2002/03 | Бэйцзин Дакс | Китай  | 1        | 4     |
| 2003/04 | Бэйцзин Дакс | Китай  | 1        | 9     |
| 2004/05 | Бэйцзин Дакс | Китай  | 1        | 6     |
| 2005/06 | Бэйцзин Дакс | Китай  | 1        | 3     |
| 2006/07 | Бэйцзин Дакс | Китай  | 1        | 10    |
| 2007/08 | Бэйцзин Дакс | Китай  | 1        | 9     |
| 2008/09 | Бэйцзин Дакс | Китай  | 1        | 9     |
| 2009/10 | Бэйцзин Дакс | Китай  | 1        | 15    |
| 2010/11 | Бэйцзин Дакс | Китай  | 1        | 8     |
| 2011/12 | Бэйцзин Дакс | Китай  | 1        | 1     |

## Известные игроки
- Менге Батыр
- Чжан Юньсун
- Сунь Минмин
- Цзе Либинь
- Чэнь Лэй
- Минь Лулэй
- Олумиде Ойедеджи
- Дэвид Харрисон
- Стефон Марбери
- Седрик Бозман
- Рэндольф Моррис
- Стив Фрэнсис
- Джереми Лин